# Carex leucantha
Carex leucantha är en halvgräsart som beskrevs av George Arnott Walker Arnott och Francis M.B. Boott. Carex leucantha ingår i släktet starrar, och familjen halvgräs. Inga underarter finns listade i Catalogue of Life.